# متوجه آن نشدی (آلبوم)
متوجه آن نشدی (انگلیسی: Lost on You) آلبومی از ال‌پی است.